# Cataplana

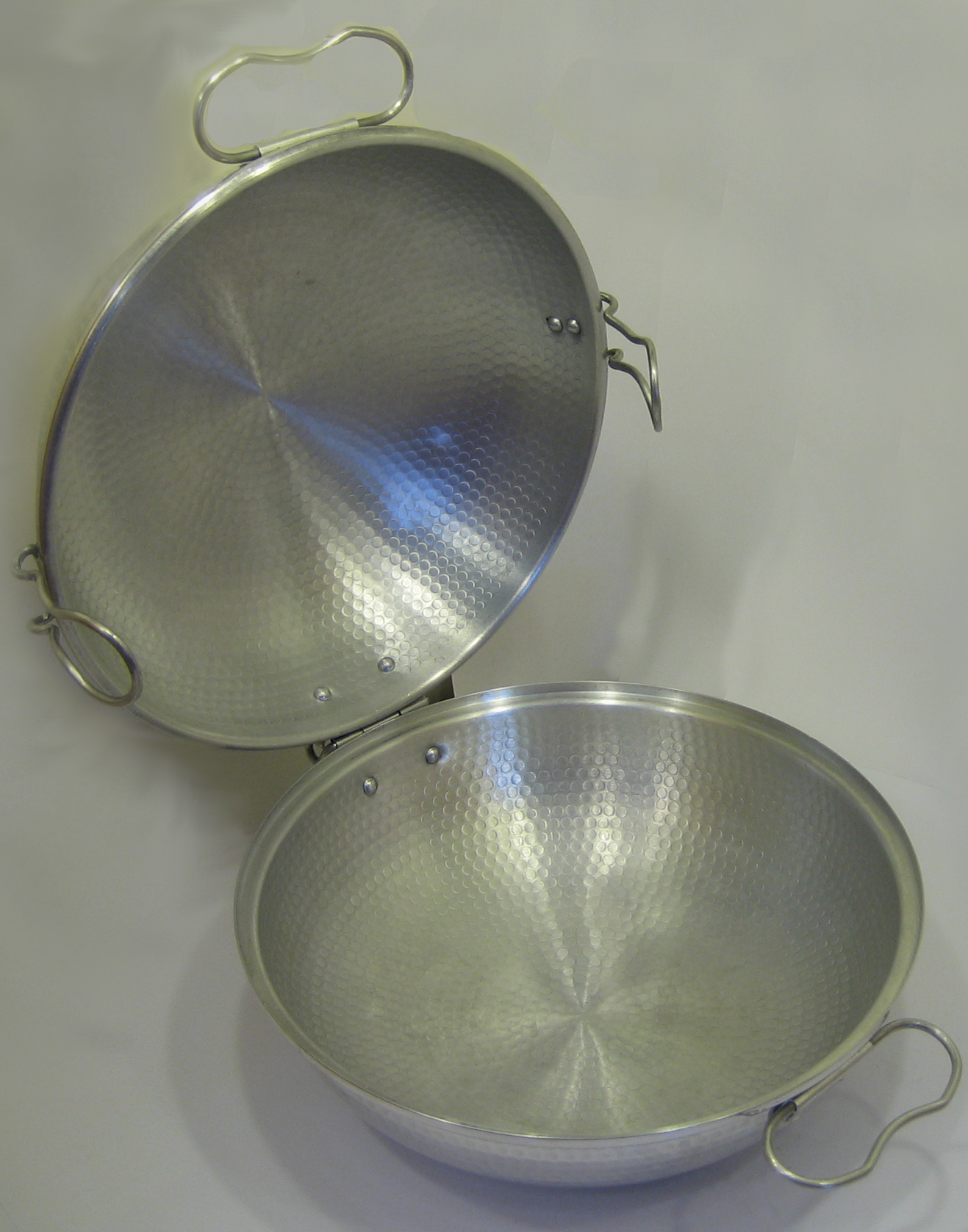
Cataplana abierta

La cataplana es un recipiente para cocinar al vapor típico de la región portuguesa del Algarve. Por metonimia, el mismo término se usa para denominar los platos que se cocinan en este recipiente (por ejemplo, la cataplana de almejas).
Se trata de un instrumento a medio camino entre una cazuela y una sartén, formado por dos partes cóncavas casi idénticas que se cierran una sobre la otra gracias a una bisagra y a menudo está equipada con dos cierres laterales.

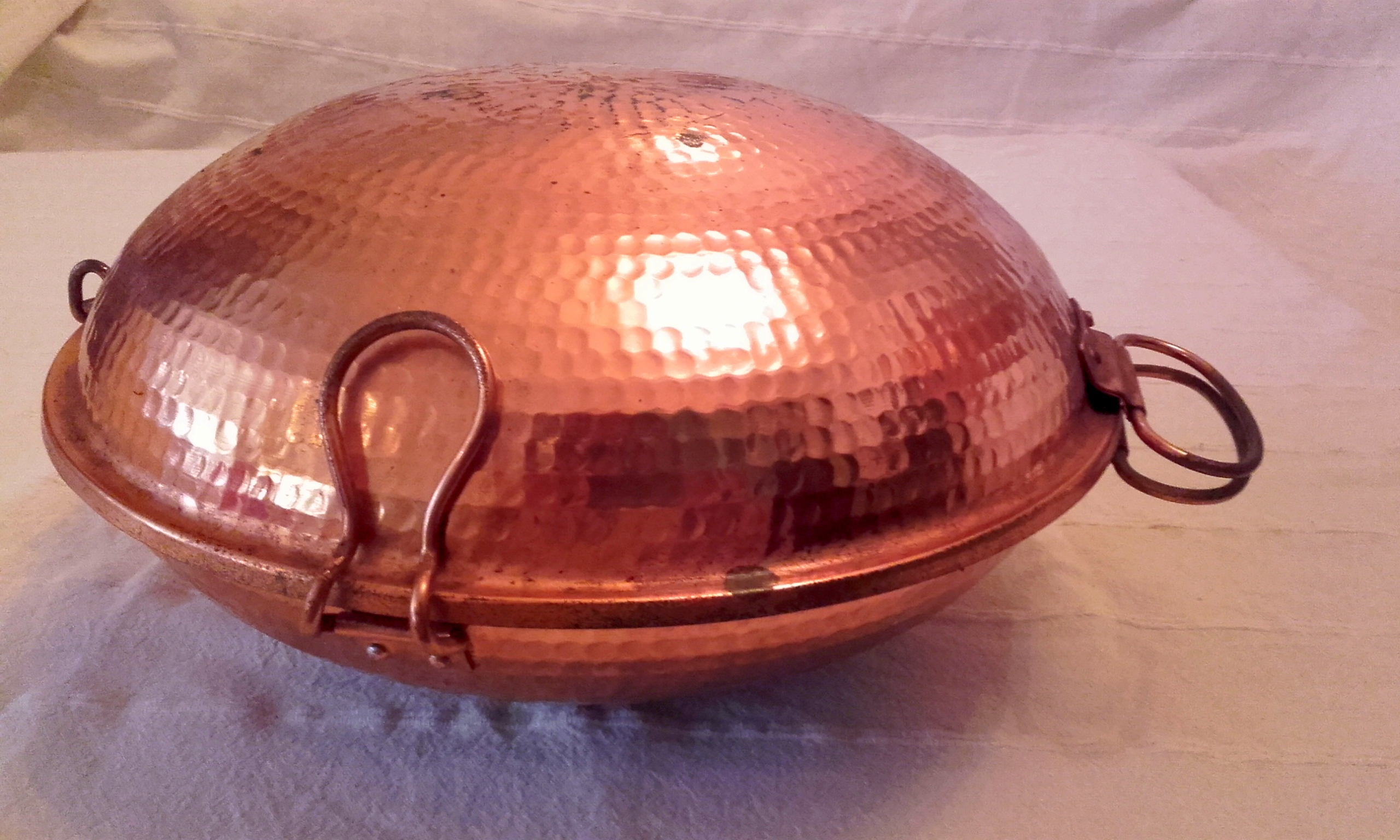
Cataplana cubierta con un revestimiento de cobre, en posición cerrada.

Originalmente, las cataplanas estaban hechas de cobre o latón. Actualmente suelen ser de aluminio, a menudo con un revestimiento de cobre para darles su aspecto característico. Existen cataplanas de varios tamaños, según la cantidad de comida que se quiera preparar, y también cataplanas fabricadas en acero e incluso eléctricas, que realizan el mismo servicio pero se alejan de la tradición en lo que respecta al formato.
Normalmente, los alimentos (sobre todo mariscos y pescados, pero también carne de cerdo con cebolla, especias, patatas y verduras), se colocan crudos dentro de la cataplana, y se dejan cocinar al vapor con ella cerrada a fuego lento.
Se considera que la cataplana tiene su origen en el tajín árabe, un recipiente para cocinar al vapor que sigue la misma filosofía.